# Zhuchengceratops
Genre
Espèce

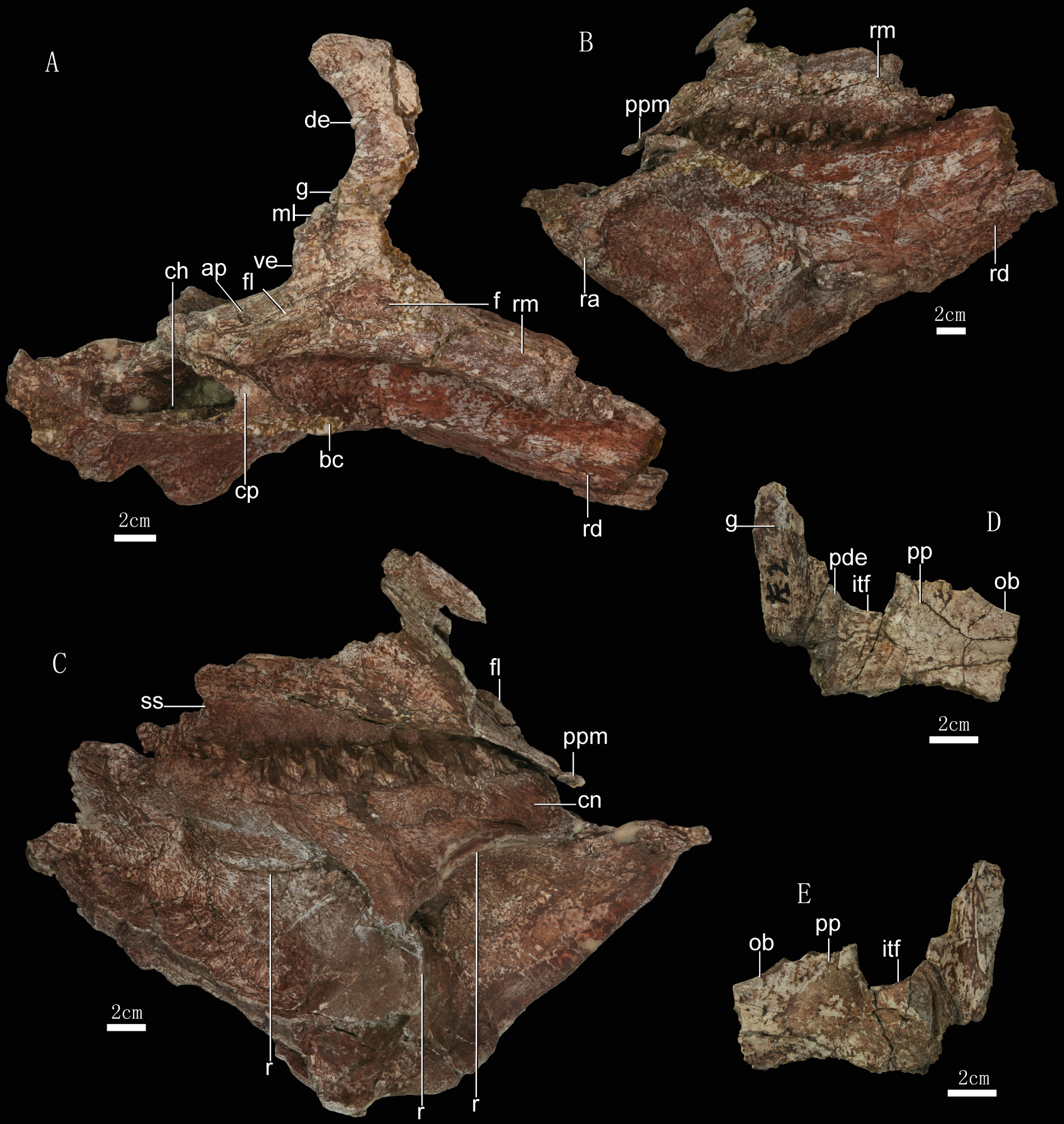
Partie de l'holotype.

Zhuchengceratops est un genre de dinosaures cératopsiens du Crétacé supérieur retrouvé à Zhucheng, en Chine.
L'espèce-type, Zhuchengceratops inexpectus, a été nommée et décrite par Xing Xu et al. en 2010. Elle est basée sur des restes retrouvés dans le groupe de Wangshi.